# Michael Zacho
Michael Zacho Jørgensen (født 11. november 1996 i Aarhus) er en dansk tidligere fodboldspiller, der som midtbanespiller var på kontrakt i AGF.

## Klubkarriere
Zacho startede sin karriere i Idrætsklubben Skovbakken og Hjortshøj-Egå Idrætsforening (HEI), inden han skiftede fra HEI til AGF i en alder af 12 år.

### AGF
Zacho var som ganske ung så stort et talent, at storklubben Liverpool F.C. hentede ham til prøvetræning et par gange, da han var 14 år. Dette kastede dog ikke mere af sig på det tidspunkt, og i stedet fortsatte Zacho op gennem ungdomsrækkerne i AGF. Han skrev i november 2011 under på en ungdomskontrakt gældende frem til slutningen af 2013. Han blev sidenhen delt topscorer sammen med FC Midtjyllands Mikkel Duelund i U/19 Ligaen 2014-15 med 15 mål i 22 kampe.
Han fik som U/19-spiller sin førsteholdsdebut for klubben i 1. division, da han blev skiftet ind i slutningen af kampen mod Lyngby BK 30. maj 2015. Han skrev i juni samme år under på en etårig forlængelse af kontrakten, som klubben benævnte som en lærlingekontrakt, hvor han skulle veksle mellem U/19 og førsteholdsfodbold.
Efter flere skadespauser havde Zacho svært ved at få spilletid, og han var i foråret 2018 udlejet til Brabrand IF. I sommeren samme år var han blandt de AGF-spillere, der ikke fik forlænget kontrakten. Han indstillede derefter sin karriere.

## Landsholdskarriere
Han spillede enkelte kampe på et par af de danske ungdomslandshold.